# 高雄捷運凹子底站旁商業區開發案
高雄捷運凹子底站旁商業區開發案（富邦凹子底）是位於高雄市鼓山區的大型地上權開發案，基地原為舊龍華國小，2018年3月7日開標由富邦人壽得標，5月10日完成簽約。開發案土地面積約11,636坪，將打造一座融合商場、旅館、辦公室及水族館的商業綜合體，建築設計由台灣三菱地所負責，將為一座地下6層地上48層的建築物。2020年12月3日富邦集團與三地集團簽約，將開發案中的水族館交由三地集團旗下的南仁湖企業經營。